# Laboissière-en-Thelle
Laboissière-en-Thelle és un municipi francès, situat al departament de l'Oise i a la regió dels Alts de França. L'any 2007 tenia 1.263 habitants.

## Demografia

### Població
El 2007 la població de fet de Laboissière-en-Thelle era de 1.263 persones. Hi havia 422 famílies de les quals 68 eren unipersonals (32 homes vivint sols i 36 dones vivint soles), 136 parelles sense fills, 190 parelles amb fills i 28 famílies monoparentals amb fills.
La població ha evolucionat segons el següent gràfic:
Habitants censats

### Habitatges
El 2007 hi havia 470 habitatges, 426 eren l'habitatge principal de la família, 28 eren segones residències i 16 estaven desocupats. 456 eren cases i 11 eren apartaments. Dels 426 habitatges principals, 372 estaven ocupats pels seus propietaris, 42 estaven llogats i ocupats pels llogaters i 12 estaven cedits a títol gratuït; 5 tenien una cambra, 18 en tenien dues, 40 en tenien tres, 102 en tenien quatre i 261 en tenien cinc o més. 352 habitatges disposaven pel capbaix d'una plaça de pàrquing. A 151 habitatges hi havia un automòbil i a 252 n'hi havia dos o més.

### Piràmide de població
La piràmide de població per edats i sexe el 2009 era:
| Homes | Edats   | Dones |
| ----- | ------- | ----- |
| 0     | 95 o +  | 8     |
| 8     | 90 a 94 | 20    |
| 8     | 85 a 89 | 20    |
| 0     | 80 a 84 | 28    |
| 8     | 75 a 79 | 24    |
| 16    | 70 a 74 | 12    |
| 16    | 65 a 69 | 20    |
| 8     | 60 a 64 | 8     |
| 36    | 55 a 59 | 16    |
| 36    | 50 a 54 | 40    |
| 88    | 45 a 49 | 76    |
| 72    | 40 a 44 | 72    |
| 24    | 35 a 39 | 36    |
| 32    | 30 a 34 | 48    |
| 12    | 25 a 29 | 32    |
| 32    | 20 a 24 | 20    |
| 120   | 15 a 19 | 48    |
| 52    | 10 a 14 | 44    |
| 40    | 5 a 9   | 36    |
| 20    | 0 a 4   | 48    |

## Economia
El 2007 la població en edat de treballar era de 820 persones, 632 eren actives i 188 eren inactives. De les 632 persones actives 574 estaven ocupades (310 homes i 264 dones) i 58 estaven aturades (22 homes i 36 dones). De les 188 persones inactives 60 estaven jubilades, 68 estaven estudiant i 60 estaven classificades com a «altres inactius».

### Ingressos
El 2009 a Laboissière-en-Thelle hi havia 424 unitats fiscals que integraven 1.243 persones, la mediana anual d'ingressos fiscals per persona era de 20.532 €.

### Activitats econòmiques
Dels 37 establiments que hi havia el 2007, 1 era d'una empresa extractiva, 1 d'una empresa alimentària, 1 d'una empresa de fabricació de material elèctric, 3 d'empreses de fabricació d'altres productes industrials, 6 d'empreses de construcció, 10 d'empreses de comerç i reparació d'automòbils, 1 d'una empresa d'hostatgeria i restauració, 1 d'una empresa d'informació i comunicació, 1 d'una empresa immobiliària, 7 d'empreses de serveis, 4 d'entitats de l'administració pública i 1 d'una empresa classificada com a «altres activitats de serveis».
Dels 9 establiments de servei als particulars que hi havia el 2009, 3 eren tallers de reparació d'automòbils i de material agrícola, 2 guixaires pintors, 1 fusteria, 1 lampisteria, 1 electricista i 1 restaurant.
L'únic establiment comercial que hi havia el 2009 era una adrogueria.
L'any 2000 a Laboissière-en-Thelle hi havia 9 explotacions agrícoles.

## Equipaments sanitaris i escolars
El 2009 hi havia una escola elemental.

## Poblacions més properes
El següent diagrama mostra les poblacions més properes.